# Hippocephala argentistriata
Hippocephala argentistriata är en skalbaggsart som beskrevs av Holzschuh 2006. Hippocephala argentistriata ingår i släktet Hippocephala och familjen långhorningar.
Artens utbredningsområde är Nepal. Inga underarter finns listade i Catalogue of Life.